# Speyeria ethne
Speyeria ethne är en fjärilsart som beskrevs av Arthur Francis Hemming 1933. Speyeria ethne ingår i släktet Speyeria och familjen praktfjärilar. Inga underarter finns listade i Catalogue of Life.